# 천하패도의 검
천하패도의 검(犬夜叉 天下覇道の剣)은 이누야샤 극장판 시리즈의 세 번째 작품이다. 2003년 12월 20일 개봉하였다.

## 스토리
이야기의 처음은 이누야사가 태어나기 바로 몇 시간 전에 시작된다. 인간 여자, 즉 이누야샤의 어머니인 이자요이를 구하러 가겠다는 이누야샤의 아버지 개 대장은 이미 류코츠세이와의 싸움에서 회복 할 수 없을 정도로 상처를 입은 상태였다. 그때 셋쇼마루가 자신은 패도(覇道)의 길을 걸어 가야 한다며 자신의 아버지 개 대장에게 총운아와 철쇄아를 받기를 원하자 개 대장은 셋쇼마루한테 자신이 지켜야 할 대상이 있냐는 질문을 던지고 이자요이를 구하러 간다. 한편, 출산이 임박한 시점의 이자요이에게 검은 그림자가 다가온다. 바로 자신이 머무르는 성의 수비대장인 타케마루가 요괴의 아이를 없애려고 다가온 것이다. 결국 이자요이는 죽음을 당하게 되었지만 숨이 끊어 지기 직전에 월식이 되는 그 시점에 아이를 출산하게 되었다. 아이의 울음소리를 들은 그때, 성의 정문에서 개 대장은 타케마루의 부하들과 교전을 하고 있었다. 이에 타케마루는 개 대장의 앞을 막아 섰지만 결국 팔 하나를 잃고 길을 터주게 되었다. 그러자 갑자기 불화살을 쏘라고 명령해서 성을 태워서 개 대장을 없애버리기로 한 것이다. 그 시각 이미 죽은 이자요이를 발견한 개 대장은 천생아로 이자요이를 살려내서 타케마루가 있는 그 곳에서 태어난 아이의 이름을 '이누야샤'라고 지어주고 도망치게 한 후 자신은 불타는 방안에서 총운아를 꺼내서 타케마루와 마지막 칼을 부딪치면서 최후를 맞이하게 된다.
이후 시간은 무려 500년이나 지나고 히구라시 카고메(한국어 더빙판 로컬라이징 이름: 유가영)는 여느 때랑 다를바 없이(?) 학교서 수업을 듣다가 갑자기 찾아온 이누야샤 때문에 조퇴하게 되고, 신사에 계신 할아버지는 가문의 보물이라고 하는 명검을 창고에서 꺼내려고 하고 있다. 바로 그 때, 이 칼집이 이상한 소리가 흘러 나오고 700년의 봉인이 풀린다는 이야기를 하면서 제 멋대로 날뛰기 시작하다가 한적한 놀이터에서 이누야샤와 카고메가 만나게 된다. 이누야샤의 철쇄아를 알아본 칼집은 자신은 이누야샤의 아버지가 사용하는 천하패도의 3자루 명검 중 하나인 총운아의 칼집이라고 말을 한다. 그때 칼이 빠져나오고 땅에 박히자 이누야샤와 카고메는 갑자기 사람들이 죽고 건물이 무너지면서 물과 공기가 썩는 이상한 환상을 보게 된다. 칼집은 이것이 총운아가 가진 힘이라고 말을 하며 총운아의 사악한 요력으로 인해 변한 것이라고 말을 한다. 결국 이누야샤가 칼을 다시 들어 올리지만 곧 총운아의 사악한 요력의 힘에 압도 되어서 반쯤 이성을 잃은 괴물로 변하게 된다. 그리하여 그 상태로 다시 전국시대로 돌아간 이누야샤는 마구 날뛰기 시작한다. 한편 뼈먹는 우물 근방에 있던 셋쇼마루는 총운아의 기운을 감지하고 바로 그 기운을 따라 가게 된다. 한 마을에 마주친 미로쿠와 산고는 이누야샤가 가진 총운아의 비술인 옥룡파를 보게 되고 그 위력에 경악을 금치 못하게 된다. 벼룩 요괴인 묘가는 철쇄아의 비술인 폭류파보다 몇배는 강력한 위력이라고 말한다. 이후 카고메가 전국시대로 오고 옥룡파 흔적의 뒤를 쫓기 시작한다. 한편 총운아의 기운을 쫓아간 셋쇼마루와 이누야샤는 거대한 돌 산에서 마주치게 된다. 그 후 셋쇼마루가 이누야샤를 압도 하지만 총운아의 기운에 조종당하는 이누야샤의 힘을 이기지 못하고 고전을 면치 못하게 되자 자신은 사용할 수 없는 철쇄아로 바람의 상처를 억지로 사용하면서 겨우 위기를 모면한다. 그때, 총운아가 피가 모자른다고 하면서 이누야샤를 다시 날뛰게 하자 막 도착한 카고메가 '오스와리(한국어 버전: 앉아)'라는 언령의 염주의 힘으로 총운아의 사악한 기운을 밀어내고 총운아를 이누야샤의 손에서 떼어 내는데 성공하고 정신을 잃었다. 이누야샤는 자신 혼자서 이 일을 처리 한다고 주장하면서 총운아의 흔적을 쫓아가기 시작했다. 한편 튕겨져 나간 총운아는 한 도깨비 요괴의 팔에 붙어서 이승과 저승의 경계에 있는 개 대장의 무덤 앞에 떨어져 있는 셋쇼마루의 왼팔을 가지고 한 무덤 앞으로 찾아 간다. 그 무덤은 타케마루의 무덤이였다. 총운아는 타케마루를 이렇게 만든 장본인의 두 아들인 이누야샤와 셋쇼마루한테 복수를 해야 한다고 그의 죽은 영혼을 저승에서 불러낸다. 그 시각 정신을 차린 카고메는 총운아 같은 요도가 왜 자신의 신사에 있었는지 의문을 가지게 된다. 그리하여 묘가가 이 사건의 처음부터 끝까지 이야기를 하게 된다. 그 다음 총운아의 칼집에게 어떻게 하면 총운아를 물리칠 수 있느냐고 물었다. 그 방법은 단 하나. 이누야샤의 철쇄아와 셋쇼마루의 천생아의 힘을 합쳐야 만이 가능하다고 조언한다. 한편 다시 되살아난 타케마루는 셋쇼마루의 왼팔을 붙여서 총운아를 사용하게 되는데 어떤 성의 병사들을 몰살 시키고 그 시체들을 총운아의 힘으로 다시 산송장으로 만들어 병력을 구성하게 된다. 마지막 결전을 치르던 도중 카고메와 링이 총운아의 힘으로 조종되는 도깨비요괴에 의해 붙잡혀 가게 된다.(이하 후략)